# پسرها، یک موشک بسازید
پسرها، یک موشک بسازید! (به انگلیسی: Build a Rocket Boys!)، پنجمین آلبوم استودیوییِ گروه راکِ البو است که در سال ۲۰۱۱ عرضه شد.
این آلبوم توانست نامزدِ دریافتِ جایزه مرکوری سال ۲۰۱۱ شود.